# Cyanopepla phoenicia
Cyanopepla phoenicia är en fjärilsart som beskrevs av George Francis Hampson 1898. Cyanopepla phoenicia ingår i släktet Cyanopepla och familjen björnspinnare. Inga underarter finns listade i Catalogue of Life.